# Big One
Daniel Ismael Real (Necochea, 22 de enero de 1993), conocido artísticamente como Big One, es un productor discográfico y DJ argentino. Es reconocido por haber trabajado con María Becerra, Tini, Lit Killah, Duki, Emilia, Rusherking, Tiago PZK y FMK. Además, es el cofundador del sello discográfico Fifty One Music.

## Biografía
Daniel Ismael Real nació el 22 de enero de 1993 en Necochea, provincia de Buenos Aires. Su interés por la música despertó durante su adolescencia cuando comenzó a escuchar hip hop y a los 17 años se inició en la producción musical realizando sus primeras composiciones en una habitación al fondo de la casa de su abuela y guiándose mediante videos tutoriales de YouTube.

## Carrera profesional
Real comenzó su carrera en el año 2009, bajo el seudónimo de Big One, produciendo a artistas de su ciudad natal. De esta manera, trabajó con el músico Qki Dones, a quien le produjo dos álbumes independientes denominados Ahora o nunca (2009) y Desde la playa con mis friends (2013), los cuales fueron seguidos por un tercer disco lanzado comercialmente con el título Universal (2014). Durante ese tiempo, participó en la producción de los proyectos musicales de las bandas Vosque Dagua, El Plan de la Mariposa y Manguesamba, como así también produjo a artistas del género hip hop como Frane y Fianru.
En 2017, trabajó con el dúo musical La Cru conformado por Qki Dones y CaliMax, con quienes publicó dos álbumes de estudio titulados Impulso (2017) y Buena madera (2018). A fines del 2018, Big One conoció al rapero FMK con quién comenzó a trabajar y juntos lanzaron el sencillo «Perdóname», que significó su primer éxito comercial en Argentina. Poco después, le siguieron los lanzamientos de «Ahora no», «Calle 2» y «Parte de mí».
Sus siguientes éxitos sucedieron en 2019, con la publicación del sencillo «High» de María Becerra y «Eclipse» de Lit Killah. En 2020, Big One produjo los sencillos «Además de mí» de Rusherking, «Confiésalo» y «Animal» de Becerra, «Ladrón» de Lali y «Aynea (Remix)» de FMK. Después, en 2021, trabajó en la producción de las canciones «Acaramelao» de Becerra, «Entre nosotros» de Tiago PZK, «Bailando te conocí» de Rusherking y «De enero a diciembre» y «Como si no importara» de Emilia. A fines del 2021, Big One se posicionó en las listas de Spotify como el séptimo mejor productor latino del año.
En 2022, Big One recibió una nominación a los Premios Carlos Gardel en la categoría mejor productor del año por su trabajo en el álbum debut de Becerra titulado Animal (2021). Ese año, fue el responsable de producir los temas musicales «Ojalá» de Becerra, «La tormenta» de Lit Killah, «Antes de perderte» de Duki, «Cuatro veinte» e «Intoxicao» de Emilia y «Traductor» de Tiago PZK.
A comienzos del 2023, inició una serie de lanzamientos musicales conocidos como crossovers que consiste en juntar a dos artistas para realizar una colaboración musical. El primer sencillo, lanzado el 1 de febrero, se tituló «En la intimidad» con las voces de Emilia y Callejero Fino. Luego, siguió la publicación de la canción «Un finde» con FMK y Ke Personajes. El 25 de julio, el productor estrenó «Mentiras», el tercer crossover que unió a Ulises Bueno y Rusherking. Más tarde, se lanzó el cuarto crossover «Lágrimas» junto a Tini y BM.
Tras varios meses sin lanzar nada, el productor regresó el 27 de junio de 2024 con el quinto crossover «Cuando te vi» junto a María Becerra y Trueno. Más tarde, volvió el 20 de agosto con el sexto crossover «A donde vas si te vas» con Miranda! y Ciro, donde el productor se aleja con esta canción de los ritmos urbanos. Posteriormente, apenas dos semanas después, el 3 de septiembre, regresó lanzando «Si un día estás sola», el séptimo crossover con Emanero y Valentino Merlo. Un mes después, une a Tiago PZK y La Joaqui para el octavo crossover «Pa' que te acuerdes».

## Discografía
| 2023                                                                           | «En la intimidad» (con Emilia y Callejero Fino)                                              | 1  | 8  | — | —  | —  | 171 | 7  | —  | 1  | - CAPIF: Diamante - PROMUSICAE: Oro          | Sencillo sin álbum |
| 2023                                                                           | «Un finde» (con FMK y Ke Personajes)                                                         | 1  | 1  | 2 | —  | —  | 84  | 9  | 5  | 1  | - PROMUSICAE: Oro                            | Sencillo sin álbum |
| 2023                                                                           | «Los del Espacio» (con Lit Killah, Duki, Emilia, Tiago PZK, FMK, Rusherking y María Becerra) | 1  | 5  | 2 | 22 | 3  | 38  | 2  | 6  | 1  | - CAPIF: 2× Platino - PROMUSICAE: 5× Platino | Sencillo sin álbum |
| 2023                                                                           | «Mentiras» (con Ulises Bueno y Rusherking)                                                   | 5  | —  | — | —  | —  | —   | —  | —  | 11 |                                              | Sencillo sin álbum |
| 2023                                                                           | «Lágrimas» (con Tini y BM)                                                                   | 6  | —  | — | —  | —  | —   | 60 | —  | 13 |                                              | Sencillo sin álbum |
| 2024                                                                           | «Cuando te vi» (con María Becerra y Trueno)                                                  | 3  | 9  | — | —  | 14 | —   | —  | 23 | 1  | - PROMUSICAE: Oro                            | Sencillo sin álbum |
| 2024                                                                           | «A donde vas si te vas» (con Miranda! y Ciro)                                                | 28 | —  | — | —  | —  | —   | —  | —  | —  |                                              | Sencillo sin álbum |
| 2024                                                                           | «Sin un día estás sola» (con Emanero y Valentino Merlo)                                      | 4  | —  | — | —  | —  | —   | —  | —  | 3  |                                              | Sencillo sin álbum |
| 2024                                                                           | «Pa' que te acuerdes» (con Tiago PZK y La Joaqui)                                            | 7  | 21 | — | —  | —  | —   | 69 | —  | 5  |                                              | Sencillo sin álbum |
| 2025                                                                           | «Flashbacks» (con Paulo Londra y Wisin)                                                      | 46 | —  | — | —  | —  | —   | 26 | —  | —  |                                              | Sencillo sin álbum |
| «—» indica que el sencillo no fue lanzado o no se posicionó en ese territorio. |                                                                                              |    |    |   |    |    |     |    |    |    |                                              |                    |

## Premios y nominaciones
| Premio                   | Año  | Categoría                           | Trabajo nominado                                                                             | Resultado | Ref.          |
| ------------------------ | ---- | ----------------------------------- | -------------------------------------------------------------------------------------------- | --------- | ------------- |
| LOS40 Music Awards       | 2023 | Mejor colaboración urbana           | «Los del Espacio» (con Lit Killah, Duki, Emilia, Tiago PZK, FMK, Rusherking y María Becerra) | Nominado  | [ 40 ]        |
| Premios BAMV Fest        | 2023 | Video favorito                      | «Los del Espacio» (con Lit Killah, Duki, Emilia, Tiago PZK, FMK, Rusherking y María Becerra) | Nominado  | [ 41 ]        |
| Premios BAMV Fest        | 2023 | Video urbano                        | «Luxxx» (con Lit Killah y Tiago PZK)                                                         | Nominado  | [ 41 ]        |
| Premios Carlos Gardel    | 2022 | Productor del año                   | Animal                                                                                       | Nominado  | [ 10 ]        |
| Premios Carlos Gardel    | 2024 | Mejor nuevo artista                 | Big One                                                                                      | Nominado  | [ 42 ] [ 43 ] |
| Premios Carlos Gardel    | 2024 | Canción del año                     | «Los del Espacio» (con Lit Killah, Duki, Emilia, Tiago PZK, FMK, Rusherking y María Becerra) | Nominado  | [ 42 ] [ 43 ] |
| Premios Carlos Gardel    | 2024 | Grabación del año                   | «Los del Espacio» (con Lit Killah, Duki, Emilia, Tiago PZK, FMK, Rusherking y María Becerra) | Nominado  | [ 42 ] [ 43 ] |
| Premios Carlos Gardel    | 2024 | Mejor canción de música urbana      | «Los del Espacio» (con Lit Killah, Duki, Emilia, Tiago PZK, FMK, Rusherking y María Becerra) | Nominado  | [ 42 ] [ 43 ] |
| Premios Carlos Gardel    | 2024 | Mejor canción de música urbana      | «En la intimidad» (con Emilia y Callejero Fino)                                              | Nominado  | [ 42 ] [ 43 ] |
| Premios Carlos Gardel    | 2024 | Mejor canción de música urbana      | «Un finde» (con FMK y Ke Personajes)                                                         | Nominado  | [ 42 ] [ 43 ] |
| Premios Carlos Gardel    | 2024 | Mejor colaboración de música urbana | «Los del Espacio» (con Lit Killah, Duki, Emilia, Tiago PZK, FMK, Rusherking y María Becerra) | Ganador   | [ 42 ] [ 43 ] |
| Premios Carlos Gardel    | 2024 | Mejor colaboración de música urbana | «Un finde» (con FMK y Ke Personajes)                                                         | Nominado  | [ 42 ] [ 43 ] |
| Premios Carlos Gardel    | 2024 | Mejor canción de cuarteto           | «Mentiras» (con Rusherking y Ulises Bueno)                                                   | Nominado  | [ 42 ] [ 43 ] |
| Premios Carlos Gardel    | 2024 | Mejor productor del año             | Hotel Miranda!                                                                               | Nominado  | [ 42 ] [ 43 ] |
| Premios Carlos Gardel    | 2025 | Mejor canción tropical / cumbia     | «Si un día estás sola» (con Emanero y Valentino Merlo)                                       | Nominado  | [ 44 ]        |
| Premios Carlos Gardel    | 2025 | Mejor canción urbana                | «Cuando te vi» (con Trueno y María Becerra)                                                  | Nominado  | [ 44 ]        |
| Premios Carlos Gardel    | 2025 | Mejor colaboración urbana           | «Cuando te vi» (con Trueno y María Becerra)                                                  | Nominado  | [ 44 ]        |
| Premios Heat Latin Music | 2024 | Mejor colaboración                  | «Los del Espacio» (con Lit Killah, Duki, Emilia, Tiago PZK, FMK, Rusherking y María Becerra) | Nominado  | [ 45 ]        |
| Premios Heat Latin Music | 2024 | Productor del año                   | Big One                                                                                      | Nominado  | [ 45 ]        |
| Premios Ídolo            | 2024 | Canción más viral                   | «Los del Espacio» (con Lit Killah, Duki, Emilia, Tiago PZK, FMK, Rusherking y María Becerra) | Nominado  | [ 46 ]        |
| Premios Juventud         | 2024 | Los mejores Beatmakers              | Big One                                                                                      | Nominado  | [ 47 ]        |
| Premios MTV Miaw         | 2023 | Junte del año                       | «Los del Espacio» (con Lit Killah, Duki, Emilia, Tiago PZK, FMK, Rusherking y María Becerra) | Ganador   | [ 48 ]        |
| Premios Musa             | 2023 | Colaboración internacional del año  | «Los del Espacio» (con Lit Killah, Duki, Emilia, Tiago PZK, FMK, Rusherking y María Becerra) | Nominado  | [ 49 ]        |
| Premios Quiero           | 2023 | Mejor video fiesta                  | «Un finde» (con FMK y Ke Personajes)                                                         | Nominado  | [ 50 ] [ 51 ] |
| Premios Quiero           | 2023 | Mejor video del año                 | «Los del Espacio» (con Lit Killah, Duki, Emilia, Tiago PZK, FMK, Rusherking y María Becerra) | Nominado  | [ 50 ] [ 51 ] |
| Premios Quiero           | 2023 | Mejor video urbano                  | «Los del Espacio» (con Lit Killah, Duki, Emilia, Tiago PZK, FMK, Rusherking y María Becerra) | Ganador   | [ 50 ] [ 51 ] |
| Premios Quiero           | 2024 | Mejor encuentro extraordinario      | «Cuando te vi» (con Trueno y María Becerra)                                                  | Nominado  | [ 52 ]        |